# John Cleese
John Cleese (Weston-super-Mare, Engleska, UK, 27. listopada 1939.) je nagrađivani britanski komičar, glumac, redatelj i član bivše komičarske skupine Monty Python.
Najpoznatiji je po svojim ulogama u Letećem cirkusu Monty Phytona, ali i u seriji Fawlty Towers.
Pravo obiteljsko ime je bilo Cheese, ali je zbog ruganja njegov otac promijenio to prezime u Cleese. Obrazovao se u Bristonu i Cambridgeu. Godine 1969. osniva skupinu Monty Python i s njom snima emisiju Leteći cirkus Montyja Pythona koja je emitirana do 1974. Nakon Montya Pythona sudjelovao je u mnogim serijama, filmovima i projektima. S Monty Pythonom je snimio 3 filma; Monty Python i Sveti gral, Brianov život i Smisao života Montyja Pythona. Pojavljivao se u filmovima Svijet nije dovoljan i Harry Potter i kamen mudraca.